# Прилеп
Прилеп (у народним песмама и Прилип) је град у јужном делу Северне Македоније. У Северној Македонији је познат по називу Град под Марковим кулама (Маркова тврђава), због близине тврђаве која је припадала чувеном Марку Краљевићу, сину српског краља Вукашина.
Прилеп је био и део Српског царства, где је цар Душан изградио свој дворац и волео често одседати у том граду. То је родно место Краљевића Марка. Испод Маркова града (у рушевинама) на главном путу Битољ—Велес, налази се манастир Св. Арханђела.

## Географија
Град Прилеп је смештен у јужном делу Северне Македоније. Од главног града Скопља град је удаљен 132 km јужно, док се од Битоља налази 44 km северно.
Рељеф: Прилеп је једно од средишта историјске области Пелагоније, највеће висоравни Северне Македоније. Насеље је најважније насеље у њеном северном делу. Град се сместио на североисточном делу висоравни, на приближно 650 m надморске висине. Северно се пружа планина Трескавац, источно планина Бабуна, а јужно Селечка планина. Западно се пружа поље.
Клима у Прилепу је континентална.
Воде: Кроз Прилеп протиче истоимена Прилепска река, која дели град на северни и јужни део. Река је у сливу Егејског мора.

## Историја
Подручје Прилепа насељено је још у праисторији, у периоду неолита. Стари Рим је на датом месту основао град Стиберу (Styberra), чији остаци и данас постоје.
За време царице Тевде (Тете) град (стари Прилеп) је тешко освојен, уз много жртава римљанских војника.
Почетком средњег века подручје Прилепа насељено је Словенима. 1014. године први пут се среће словенски назив насеља "Прилеп". Средњовековни град изграђен је на узвишењу које доминира пејзажом.
Године 1334. Прилеп је ушао у оквире Душановог царства, о чему сведочи Душанова повеља у манастиру Трескавец. У том периоду Прилеп доживљава свој "средњовековни зенит", када је град био једно од најважнијих средишта царства. После 1365. године град је припао краљу Вукашину, па потом његовом сину, чувеном Марку Краљевићу.
Године 1395. Османлије освајају Прилеп и под њима ће град и околина остати све до 1912. године. Последњих деценија османске власти Прилеп је израстао у велико трговиште.

## Срби у Прилепу
Срби су звали то место "Прилип" a Шимун Милиновић код Ловрећа у Имотској крајини спомиње Прилип град и да је тај крај родно место Краљевића Марка. Под царом Душаном град Прилип је добио на управу свестократор Бранко Младеновић, родоначелник Бранковића.
Св. Никодим Грбић, румунски светац, Србин, живео у време цара Душана. Написао је на српском језику свето јеванђеље 1405. године у манастиру Тисмену. Дошао из Прилепа где је рођен, од оца Грка и мајке Српкиње, у Влашку кнежевину, где је умро 1406. године. Основао је у "Угровлашкој" манастире Тисмен и Водицу. Кнез Лазар и деспот Стефан су били први приложници тих манастира.
Једну романтичну повест - српску књигу, купио је у Београду 1851. године Илија Анђелковић из Прилепа. Руски историјски роман преведен на српски језик привукао је пажњу читалаца и у "Прилипу". Посредници су били тамошњи учитељи Димитрије Миладинов и Кнефон Зинзифовић као скупљачи претплате. Дуг је списак прилепских читалаца: Димитрије Миладиновић, Ксенофон Зинзифовић, Пан Димитрије Икомоновић, Јефтимије Белев ученик, Коста Стефановић ученик и Коста Пан. Даниловић ученик, затим Стамен Пецевић епитроп, Илија Димитријевић бојаџија, Димитрије Биолче бакалин, Димитрије Хаџи Наумов трговац, Никола Костадин трговац, Коста Бутљевић трговац, Христифор Филиповић епитроп, Харалампије Кармиш, Димитрије Цицоров, Коста Жупан, Папа Јован, Анастазиј Спасовић хаџија и Дамјан Николовику трговац. Димитрије Миладиновић је 1858. године као сарадник, поклонио Друштву српске словесности у Београду један стари српски запис из Прилепа, преписан са кожног рукописа.
Стара српска манастирска школа радила је у 19. веку, у месту Вароши, код Прилепа. Радила је у периоду од пре 1830. године до 1876. године. Њу су похађала и прилепска деца све док није нова српска школа отворена је у самом граду Прилепу 1831. године. "Варошка школа" је прво била приватна, радило се у кући учитеља, а затим је по правилима устројена и као таква опстала до 1878. године, док није "побугарена". Нова српска школа је отворена 1897. године.
И прилепске градске српске школе су 1831. године најпре биле приватне. Учило се код старовременских учитеља мештана Ристе Дамјановића и Илије Мигуша (који се образовао у Србији). После се јавио и трећи учитељ, Кочо из Тополчана. То су биле кућне школе, родитељи су давали 1-2 гроша месечно по ученику, стицало се основно знање и то оно о цркви, вери и појање. Поменути Кочо, био је у ствари Алекса Кочовић учитељ између 1849—1852. године, који ће затим бити рукоположен за свештеника и остати на парохији у Прилепу. Права школа је изграђена 1851. године у Прилепу, и она је општа, народна, по карактеру српска, јер Бугари нису били још присутни. Због предмета који су се ту учили, и она је као скопска и тетовска - у ствари по свему српска нижа гимназија. У Прилепу је 1851. значи радила полугимназија српска, на којој су ђаци стицали више елемената западне културе и шире образовање.
То важи од 1854. године када је дошао из Србије, учитељ Милован са новим књигама и ширим наставним планом градива. Долази за њим читав низ предавача: Ђорђе из Велеса, Цинцарин досељеник Фони Жинзифа са оцем (он је предавао на народном језику, а отац на грчком), онда домаћи Прилепчани учитељи - Коте Анђеловић - Пазов, Ристо поп Анђелов - Колчаковић. Са стране пристигоше Константи хаџи Димитријевић из Вароши, и Јордан хаџи Константиновић из Велеса. Јордан је најчувенији наш учитељ у Старој Србији у то време, поборник слоге Срба и Бугара Славјанства, а противник грчке јерархије, због чега га је и из Прилепа протерао грчки владика Венедикт. Странкиња Британка Мјур Макензи је током свог пропутовања Балканом свратила и у Прилеп. У својој путописној књизи је записала, да је: "затекла у Прилепу српског учитеља и школу - за које каже - да ђаци говоре српски, да познају српску историју и да се одушевљавају српским народним песмама".
На великом протесном збору Србо-Македонаца у Београду, против наметања бугарских владика егзархиста у Македонији, говорио је Јефта Најдановић из Прилепа. Он је подсећао на речи старијих људи, који су сведочили да им је бугарско име наметнуто. Јер оног који би се огласио да је Србин, Турци су гонили као опасног човека. По њему "где је Србин ту је и слава", а у Македонији се слави слава, коју су Бугари међутим покушавали да искорене, да би тако уништили српски идентитет код становника Македонаца. "Наши људи у Македонији толико воле и поштују славу, то обележје српског племена и имена."
Након стварања бугарске Егзархије, дична прилепска српска народна школа је "побугарена", То је урадио први бугарски учитељ Минџов, послат из Бугарске. Минџов је без осећаја кривице, спалио огроман контингент српских књига и уџбеника, које су у Прилепу чекале, да буду разнесене по старосрбијанским српским школама. Мада се каже да "од 1897. године нема више српске школе у Прилепу", није било тако. Срби су измолили у лето 1897. године да се поново отвори. Битољски валија Абдул-Керим паша је издао "русат наме" за школу. Одређени су били и учитељи, Тома Николић и Т. Чакширлијевић. Исте јесени бугарске комите су сачекали у заседи настојника српске школе и његову малу кћерку. Отац је био тешко рањен у атентату а невино дете погинуло.
У припремама за прославу празника Савиндан 1898. године најзаслужнији су тамошњи Срби: Пера Димитријевић власник и настојатељ српске школе у Прилепу, Иван Џамбазовић, браћа поп Антићи (књижар и ћурчија) те Риста Костић дунђер. У српској књижарници Илије поп Антића у Прилепу могао се 1899. године узети српски календар "Голуб", који је излазио у Цариграду. Године 1899. домаћин школске славе био је газда Спиро Џамбазовић. Њихово - Прилепско српско родољубље их је већину нажалост коштало главе. Бугарски комитски војвода, учитељ Петар Ацев са својом четом, одговоран је за убиства истакнутих прилепских Срба: Спире Џамбазовића и његовог сина Ивана, те браћу Тодора и Илију поп Антића, као и Тасу Дрзмановића.
Године 1912. Прилеп се са околином припаја Краљевини Србији, касније Југославији. Управном поделом 1913. године, Прилип је постао среско место, у саставу Битољског округа. Од 1991. године град је у саставу Северне Македоније.

## Цркве
Прилеп је између два светска рата имао три српске цркве православне: Св. Благовештења, Св. Преображења и Св. Ћирила и Методија. Благовештенски храм је 1938. године прославио стогодишњицу постојања. Он је надалеко познат по врло уметнички рађеној резбарији темпла од ораховине. Радио га је рекански мајстор Димитрије 1835—1838. године. То је иначе прва градска тада црква прилепска, а становништво православно је до тада морало ићи у цркву оближњег места Варош (Марков град). Заслуга је то Ристе хаџи Дамјановића који је ишао у Цариград и тамо измолио дозволу да граде цркву. Дали су му Прилепчани назив "логотед" и приредили свечани дочек, када се вратио са султанским ферманом.
Други прилепски храм, Св. Ћирила и Методија, започет је 1926. године на месту порушеног параклиса. Подигнут је у част српског краља Петра првог Ослободиоца, у византијском стилу по нацрту архитекте Момира Коруновића, а испод њега се налази у криптама велика војничка костурница - посмртни остаци 1500 српских војника, палих за ослобођење Прилепа у ратовима 1912—1918. године. На улазу у град, код бивше Учитељске школе налази се гроб архимандрита Данила старешине манастира Трескавца. Он се 1838. године одазвао позиву да учествује на освећењу градске цркве баш о Ускрсу, али не желећи да привуче пажњу непријатељски расположених Турака, кренуо је ноћу и то заобилазним путем у Прилеп. Ту на улазу, у мраку га је дочекао субаша и убио из пушке, не знајући ко му долази у сусрет. Архимандрит је сахрањен на месту где је погинуо, и ту су били као споменик постављена два камена стуба, донета из Чепигова, и древне незнабожачке вароши Диорипо.
У Преображенском храму Срби су 1899. године прославили школску славу Св. Саву. Ту је чинодејствовао старац поп Алексо Кочовић.
Стари, некадашњи велики, значајан историјски град који су становници 1854. године звали Варош, Маркова кула или Марков двор, мало удаљен од данашњег Прилепа, био је давно разрушен. То село је постало део града Прилепа. Све је ту што је сачувано у виду фрески или натписа говорило да је реч о Марковим црквама. Ту је био на брегу изнад села, смештен и краљевски двор Марков. У Старом граду је по учитељу поборнику "Славјанинства", Јордану Константиновом дописнику "Цариградског весника" (српског листа), ту било чак 75 храмова из доба Мрњавчевића. Од толиког блага преостале су само две цркве. Једна посвећена Св. Богородици а друга посвећена Св. великомученику мироточцу Димитрију, служили су недељом и празником, редовно. Ниже од Старог града биле су рушевина манастира названог Св. Арханђел Михаил. Мада је то очигледно наслеђе српских краљева Мрњавчевића Вукашина и Марка, Константинов је ту сместио центар бугарске духовности и писмености, који по њему садржи много за бугарски народ важних историјских књига и рукописа. Ту се пише он налазио и разорени манастир посвећен Св. Никодиму — прилепском Бугарину. Књижно благо је пре 214 година ту нашло уточиште, из њиховог пострадалог Сарандополског манастира.
По дописнику "Правде" из 1939. године, то је некадашњи Прилеп - град Краљевића Марка Мрњавчевића. Савремени Прилеп је премештен одавно на обале река Дабничке и Ораховачке. Тада су биле сачуване 4 цркве старе, од 77 колико их је наводно било некада давно. Изнад самог села био је манастир Св. Арханђела, у висини, задужбина Краљевића Марка и оца његовог Вукашина. У цркви се налазе сачуване фреске обојице ктитора. Храм Св. Димитрија је највећи и најсачуванији, али фреске су му прекречене. Трећи сакрални објекат, црква Св. Николе је мало даље, садржи фреске које међутим уништава влага у зидовима. На "два сата хода" од Прилепа налази се стари манастир Трескавац, са црквом Богородичином.

## Становништво
По попису из 2021. године, град Прилеп имао је 63.308 становника. Почетком 20. века град је имао око 25.000 душа, 16.900 Словена хришћана, 6.200 Турака, 960 Рома и 480 Аромуна.
Састав према народности у Прилепу био је следећи:
| Национални састав према попису из 2021.‍ | Национални састав према попису из 2021.‍ | Национални састав према попису из 2021.‍ | Национални састав према попису из 2021.‍ | Национални састав према попису из 2021.‍ |
| --------------------------------------- | --------------------------------------- | --------------------------------------- | --------------------------------------- | --------------------------------------- |
|                                         |                                         |                                         |                                         |                                         |
| Македонци                               | Македонци                               |                                         | 54.028                                  | 85,3%                                   |
| Роми                                    | Роми                                    |                                         | 3.966                                   | 6,3%                                    |
| Срби                                    | Срби                                    |                                         | 107                                     | 0,2%                                    |
| Албанци                                 | Албанци                                 |                                         | 106                                     | 0,2%                                    |
| непописани                              | непописани                              |                                         | 4.692                                   | 7,4%                                    |
| укупно: 63.308                          |                                         |                                         |                                         |                                         |

Вероисповест: већинска вероисповест у насељу је православље.

## Привреда
Ту је 1929. године изграђена једна од највећих електричних централа у Србији.
Привредно, Прилеп је познат по дуванској, металопрерађивачкој, електронској, дрвној, текстилној, прехрамбеној и мермерној (рудник „Сивец“ на планини Бабуни) индустрији.

## Образовање

### Високо образовање
У Прилепу се налази Економски факултет, огранак Битољског универзитета „Св. Климент“, основан 1960. године, као наследник Високе и касније Високе економске школе.

### Средње школе
- Гимназија „Мирче Ацев“[23]
- СОЕПТУ „Кузман Јосифовски Питу“
- СОУ "Ђорче Петров“
- СОУ „Ристе Ристески — Ричко“
- СУ „Орде Чопела“

### Основне школе
На македонском се Основне школе зову Основни училишта отуд и скраћеница ОУ.
- ОУ „Кочо Рацин“
- ОУ „Блаже Конески“
- ОУ „Гоце Делчев“
- ОУ „Добре Јованоски“
- ОУ „Кире Гаврилоски Јане“
- ОУ „Климент Охридски“
- ОУ „Рампо Левката“

## Култура
- Институт Старословенске културе — образован је као Центар за истраживање Старословенске Културе при Музеју града Прилепа.
- Центар за Савремену Ликовну уметност (ЦСЛУ)
- Национална Установа Завод и Музеј — Прилеп

## Галерија
- Прилепска битка 1912.
- Прилеп између 1910—1915.
- Прилеп 1916.
- Ослобођење Прилепа 1944.
- Стара прилепска улица
- Поглед на Прилеп из Маркове куле
- Сат-кула
- Сушење дувана на улици
- Споменик "Непобеђени", спомен-парк "Револуције"
- Споменик Александру Македонском
- Улаз у прилепску пијацу названу по Филипу II
- Прилеп и Пелагонија
- Улица у Прилепу
- Пешачка зона у Прилепу
- Поглед на Маркову тврђаву
- Зграда Историјског архива у Прилепу
- Поглед на Маркове куле из центра Прилепа.
- Панорама Прилепа.
- Панорама Прилепа.
- Панорама Прилепа.
- Панорама Прилепа.
- Панорама Прилепа.